# Strandbyn, Läänemaa
Strandbyn (estniska: Rannaküla) är en by (estniska: küla) i Lääne-Nigula kommun i landskapet Läänemaa i Estland. Den ligger i nordvästra delen av landet, 65 km sydväst om huvudstaden Tallinn. Byn hade 76 invånare år 2011. Strandbyn tillhörde Neve kommun 1992–2017. Orten kallas ibland Neve Strandby (även Naiva Strandby) för att skilja byn från andra byar med samma namn. 
Strandbyn ligger 33 km norr om residensstaden Hapsal och ligger utmed Estlands nordkust mot Östersjön. Den ligger vid Keipviken, norr om byn ligger Neveudden och söder om byn ligger Nõva jõgis (Neveån) utflöde i havet. Strandbyn angränsar till byarna Peraküla i sydväst och Neve i sydöst.
Strandbyn ligger i en trakt som tidigare beboddes av estlandssvenskar. Nästan alla estlandssvenskar flydde till Sverige i samband med andra världskriget. 